# Laat mij maar alleen
Laat mij maar alleen is de debuutsingle van Klein Orkest. Het is afkomstig van hun debuutalbum Het leed versierd. Toch was Klein Orkest al eerder te horen geweest op een single gewijd aan theater Tivoli. ’t Kleine Orkest, zoals het toen heette, speelde toen met het Tivolilied de B-kant vol van een single van de RK Veulpoepers BV.
Laat mij maar alleen, een up-temponummer over gedoe binnen een relatie, was een groepsnummer, waaraan alle vier de leden meeschreven. Smit had met zijn orgelpartijtje het meeste werk in dit nummer. Opvallend is het gebruik van dissonanten bij een commercieel lied. De B-kant was van de helft van de band Jekkers en Smit. De productie was in handen van Cees Schrama, toch voornamelijk bekend van de jazz. Hij was echter destijds ook een vaste medewerker van Polydor.
Van het lied zijn diverse covers bekend, meestal voor feesten en partijen:
- De Lawineboys maakten er house van[4]
- Flair, eveneens house[5]
- Kennèh, Liemerse folk[6]

## Hitnotering

### Nederlandse Top 40
| Positie: | 33 | 28 | 27 | 32 | uit |

### NederlandseDaverende 30
| Positie: | 34 | 20 | 17 | 28 | 35 | uit |

### NPO Radio 2 Top 2000
| Nummer met noteringen in de NPO Radio 2 Top 2000 | '06  | '07-'08 | '09  | '10  | '11-'18 | '19  | '20  | '21  |
| ------------------------------------------------ | ---- | ------- | ---- | ---- | ------- | ---- | ---- | ---- |
| Laat mij maar alleen                             | 1838 | -       | 1951 | 1960 | -       | 1793 | 1998 | 1944 |

1. ↑  Een '-' betekent dat het nummer niet was genoteerd en een vetgedrukt getal geeft de hoogste notering aan.
2. ↑  2006 was het eerste jaar met een notering voor dit nummer.
3. ↑  Deze tabel is bijgewerkt tot en met de laatste editie (2024).